# USS Aylwin (DD-355)
DD 355 Aylwin (Корабль Соединённых Штатов Элвин) — американский эсминец типа Farragut.
Заложен на верфи Philadelphia Navy Yard 23 сентября 1933 года. Спущен 10 июля 1934 года, вступил в строй 1 марта 1935 года.
Выведен в резерв 6 октября 1945 года. Из ВМС США исключён 1 ноября 1945 года.
Продан 20 декабря 1946 года фирме «George N. Nutman, Inc.» в Бруклин и до 2 сентября 1948 года разобран на слом.